# The Irish Washerwoman

The Irish Washerwoman (La Lavandière irlandaise) est une jig traditionnelle irlandaise dont la mélodie est familière à beaucoup de personnes vivant en Irlande, sur les Îles Britanniques et en Amérique du Nord. Son refrain est répété à plusieurs reprises en augmentant progressivement le tempo jusqu'à être joué très rapidement avant de s'arrêter brutalement.